# Área de conservación regional Comunal Alto Tamaya-Abujao
El Área de conservación regional Comunal Alto Tamaya-Abujao es un área protegida en el Perú. Se encuentra en la región Ucayali.
Fue creado el 24 de julio de 2021. Tiene una extensión de 150,010.82 hectáreas.